# Comar d'or
Les Comar d'or sont des prix littéraires tunisiens, créés par la Compagnie méditerranéenne d'assurances et de réassurances (COMAR), avec le soutien du ministère de la Culture. La cérémonie annuelle de remise des prix a lieu chaque année depuis 1997.

## Organisation
Remis en avril de chaque année, ces prix récompensent des romans écrits en français ou en arabe par des auteurs tunisiens, publiés en Tunisie ou à l'étranger entre le 1er avril de l'année précédente et le 31 mars de l'année courante,.
Le principal prix, le Comar d'or, est doté d'un montant de 10 000 dinars, alors que le prix spécial du jury est doté d'un montant de 5 000 dinars et le prix Découverte d'un montant de 2 500 dinars. Le récipiendaire peut concourir à nouveau pour le même prix après une période de cinq ans, sauf pour le prix Découverte.
La cérémonie de remise des prix se déroule au Théâtre municipal de Tunis.

## Palmarès
| Session | Date              | Langue   | Comar d'or | Prix spécial du jury | Prix découverte                                                                   | Autres prix |
| ------- | ----------------- | -------- | --- | --- | --------------------------------------------------------------------------------- | --- |
| 1       | 23 avril 1997     | Français | Jours d'adieu d'Ali Bécheur                                                                                                  | Thyna de Hédi Bouraoui | -                                                                                 | Prix de la première œuvre : Les Exilés de Valence de Turkia Labidi Ben Yahia |
| 2       | 23 avril 1998     | Arabe    | Chems el karamid de Mohamed Ali Yousfi                                                                                       | - | -                                                                                 | Prix Taht Essour : L'Initiative réécriture et le Club Aboulkacem Chebbi (associations) |
| 2       | 23 avril 1998     | Français | Myriam ou le rendez-vous de Beyrouth de Souâd Guellouz                                                                       | - | -                                                                                 | Prix Taht Essour : L'Initiative réécriture et le Club Aboulkacem Chebbi (associations) |
| 3       | 23 avril 1999     | Arabe    | Promosport de Hassen Ben Othman (ar) et Hares el malaîka de Hafedh Mahfoudh (ar)                                             | Asrar saheb assitr d'Ibrahim Darghouthi | -                                                                                 | - |
| 3       | 23 avril 1999     | Français | La Pharaone de Hédi Bouraoui                                                                                                 | Ainsi parlait San Antonio de Fredj Lahouar (ar) | -                                                                                 | - |
| 4       | 24 mai 2000       | Arabe    | Kandil bab el medina d'Abdelkader Belhadj Nasr                                                                               | Attimthel de Mahmoud Tarchouna (ar) | -                                                                                 | Prix du premier roman : Ajras assamt de Faouzi Dinari |
| 4       | 24 mai 2000       | Français | Des Voix dans la traversée de Majid El Houssi                                                                                | Kairouan, confessions d'un orphelin de Hafedh Djedidi                                                                                                | -                                                                                 | Prix du premier roman : Regards de Foued Zaouche |
| 5       | 23 avril 2001     | Arabe    | Wakaa el medina el ghariba d'Abdeljabbar El Euch (ar)                                                                        | Hob zamen el majnoun d'Abdelwahed Brahem (ar) | -                                                                                 | Prix du premier roman : Marafee el jalid de Mohamed Jabali |
| 5       | 23 avril 2001     | Français | Tasharej d'Emna Belhadj Yahia                                                                                                | Les Vallées de lumière d'Azza Filali | -                                                                                 | Prix du premier roman : Le Faucon d'Espagne de Rafik Darragi |
| 6       | 23 avril 2002     | Arabe    | Fi intidhar el hayet de Kamel Zaghbani (ar)                                                                                  | Ouchak Beya de Habib Selmi | -                                                                                 | Prix du premier roman : Mekhlat essarab de Noureddine Aloui (ar) |
| 6       | 23 avril 2002     | Français | Hayet ou La passion d'Elles d'Anour Attia                                                                                    | La Dernière odalisque de Fayçal Bey | -                                                                                 | Prix du premier roman : Tsunami de Mokhtar Sahnoun |
| 7       | 22 avril 2003     | Arabe    | Wadaa hamourabi de Messaouda Boubaker (ar) et Wara assarabi kalilen d'Ibrahim Darghouthi                                     | Hajeb el makem de Dhafer Néji | -                                                                                 | Prix du premier roman : ماء و جمر (Jawa maa) d'Emna Rmili Oueslati (ar) |
| 7       | 22 avril 2003     | Français | Les Lumières de Nejma de Moncef Ben Mrad                                                                                     | À toi Abraham, mon père de Turkia Labidi Ben Yahia                                                                                                   | -                                                                                 | Prix du premier roman : Les Mensonges du ravin vert d'Elena Lourach et Sultanes de Bab Souika de Hamadi Abassi                                                                                            |
| 8       | 23 avril 2004     | Arabe    | El Koronfel la waichou fi essahra de Hédi Thabet (ar)                                                                        | Nawaret Edefli de Hassouna Mosbahi (ar) | -                                                                                 | Prix du premier roman : Douroub El Firar de Hafidha Kara Biben (ar) |
| 8       | 23 avril 2004     | Français | L'Émir et les croisés d'Alia Mabrouk                                                                                         | Hashtart à la naissance de Carthage de Sophie El Goulli                                                                                              | Le Retour de l'Éléphant d'Abdelaziz Belkhodja                                     | Prix du premier roman : Perditions de Salah El Gharbi |
| 9       | 23 avril 2005     | Arabe    | El Karnaval de Mohamed El Bardi                                                                                              | Kasr enaklla de Mohamed Ayadi El Ouni | الماء علي رسم ّال de Nasser Toumi                                                  | Prix du premier roman : Dafatar Moussa el jalad de Manoubi Zioud |
| 9       | 23 avril 2005     | Français | La Maison sur la colline de Hédi Zarrouk                                                                                     | Sophonisbe : la gloire de Carthage de Rafik Darragi                                                                                                  | Le Maître du jeu de Foued Zaouche                                                 | Prix du premier roman : Le Voile des nuits de brume de Rachid Abdelgelil |
| 10      | 22 avril 2006     | Arabe    | Hourria de Hafedh Mahfoudh (ar)                                                                                              | Maestro d'Amel Mokhtar (en) | -                                                                                 | Prix du premier roman : باب الفلّة de Hassanine Ben Ammou |
| 10      | 22 avril 2006     | Français | Le Paradis des femmes d'Ali Bécheur                                                                                          | La Mort du Sid de Rafik Ben Salah | -                                                                                 | Prix du premier roman : Le Sablier de Sofia Guellaty |
| 11      | 20 avril 2007     | Arabe    | المشرط de Kamel Riahi | منه موال de Fethia Hechmi (ar) | تغريبة أحمد الحجري d'Abdelwahed Ibrahim                                           | Prix mention spéciale : ...منذ d'Abdelweheb Moulawah |
| 11      | 20 avril 2007     | Français | La Deuxième épouse de Fawzia Zouari                                                                                          | Dernière demeure d'Aïcha Ibrahim | Brasilia Café d'Ahmed Mahfoudh                                                    | Prix mention spéciale : Et quand mes nuits se souviennent de Salah El Gharbi |
| 12,     | 26 avril 2008     | Arabe    | لون الرّوح (Lawn El Rouh, soit Couleur de l'âme) de Slaheddine Boujah (ar)                                                    | خدعة العصر (Khaadaât El Asr, soit Le Mensonge du siècle) de Mounir Raqqi                                                                             | الوغد (El Waghd, soit Réminiscences) de Kheireddine Souabni                       | - |
| 12,     | 26 avril 2008     | Français | Un Après-midi dans le désert de Mustapha Tlili                                                                               | Sais-tu seulement ce que vivre veut dire de Wafa Bsaïs Ourari                                                                                        | Ce que Tunis ne m'a pas dit de Khaouthar Khelifi                                  | - |
| 13,     | 25 avril 2009     | Arabe    | حي باب سويقة (Hay Bab Souika) d'Abdelkader Belhaj Nasr                                                                       | ال ّرجل العاري (El Rajoulou El Âari, soit L'Homme nu) de Boubaker Ayadi                                                                               | أشرعة النوارس (Achiriât an nawares) de Dhaou Bessaoud                             | Prix mention spéciale (premier roman) : هبني أجنحة (Hebni Ajinha) d'Afifa Saoudi |
| 13,     | 25 avril 2009     | Français | La Marche de l'incertitude de Yamen Manaï                                                                                    | Nos Ancêtres les scorpions de Lotfi Ben Letaïfa | Visages de Mohamed Bouamoud                                                       | Prix mention spéciale (premier roman) : Leïla ou la fede l'aube de Sonia Chamkhi |
| 14,     | 24 avril 2010     | Arabe    | تفاصيل صغيرة (Tafassilon Saghiraton, soit Petits détails) de Noureddine Aloui (ar)                                           | رماد الحياة (Ramad El Hayet, soit Cendre de vie) de Hassouna Mosbahi (ar)                                                                            | الرحيل شرقا (Arrahilou Charkan, soit Migration vers l'Est) d'Ahmed Essalmi        | Prix mention spéciale : كائنات مجنحة (Kai'ïnâtoun Moujannaha, soit Créatures ailées) de Hassan Nasr (ar) et مروان في بلاد الجان (Marwan Fi Bilad El Jan, soit Marwan au pays des djinns) d'Amor Ben Salem |
| 14,     | 24 avril 2010     | Français | Le Transfert des cendres de Fawzi Mellah                                                                                     | L'Heure du cru d'Azza Filali | Le Regard du loup de Soufiane Ben Farhat                                          | Prix mention spéciale : Les Années de la honte de Mohamed Bouamoud |
| 15,     | 23 avril 2011     | Arabe    | روائح المدينة (Raouaïch El Madina) de Houcine El Oued (ar)                                                                   | صدأ التيجان (Sada Attijane) d'Afifa Saoudi | أراجيـــف (Arajif) de Lazhar Sahraoui                                             | - |
| 15,     | 23 avril 2011     | Français | Non décerné | Bordj Louzir de Rabâa Ben Achour-Abdelkéfi et Ce qu'Allah n'a pas dit de Mohamed Bouamoud                                                            | Une Heure de la vie d'une femme d'Aïda Hamza                                      | Prix hommage : Mahmoud Belaïd Prix d'honneur : Chedly Ben Hamida pour son roman La Cabane du père Omar |
| 16,     | 21 avril 2012     | Arabe    | عشيقة ادم (Achiket Adem, soit La Maîtresse d'Adam) de Moncef Ouhaïbi                                                         | انكسار الظّل (Inkissar Adhil, soit Reflet de l'ombre) de Nasr Belhaj Bettaieb                                                                         | المارستان (El Maristan, soit L'Asile des fous) de Mhadheb Sboui                   | Prix mention spéciale (premier roman) : بوصلة سيدي النّا... (Bouslat Sidi Anna) de Salem Labbene |
| 16,     | 21 avril 2012     | Français | Jeux de rubans d'Emna Belhadj Yahia et Ouatann d'Azza Filali                                                                 | Les Caves du minustaire de Rafik Ben Salah | La Prostituée de Babylone de Mohamed Dallagi                                      | Prix mention spéciale (premier roman) : Zitoyen de Med Ridha Ben Hamouda |
| 17,     | 20 avril 2013     | Arabe    | Non décerné | الرحلة الهنتاتية (Rihla Hentatiya, soit Pérégrination des Hentati) d'Abdelkader Ltifi et العراء (El Araâ, soit Dénuement) de Hafidha Kara Biben (ar) | في انتظار الساعة الصّفر (Fi Inthidar Assaâ Essefer) d'Abdelhamid Erraï             | - |
| 17,     | 20 avril 2013     | Français | Le Panache des brisants de Mokhtar Sahnoun                                                                                   | Le Souffle de la bête immonde de Sami Kourda | Sculpteur des masques de Mohamed Harmel                                           | - |
| 18,     | 20 avril 2014     | Arabe    | ديوان المواجع (Diwan El Mawajii, soit Recueil des douleurs) de Mohamed Bardi                                                 | الباقي... (El Béki..., soit Ce qui reste...) d'Emna Rmili Oueslati (ar)                                                                              | باب البحر (Bab El Bhar) de Fethi Jmail                                            | - |
| 18,     | 20 avril 2014     | Français | Je suis né huit fois de Saber Mansouri                                                                                       | D.A.B.D.A. de Khaoula Hosni | Le Destin apprivoisé de Néjib Turki                                               | - |
| 19,     | 25 avril 2015     | Arabe    | الطلياني (Etalyenni (ar), soit L'Italien) de Chokri Mabkhout                                                                 | باي العربان (Bey El Orbane, soit Le Bey des bédouins) de Jamel Jelassi                                                                               | زهرة عباد الشمس (Zahret Abbad Echams, soit Tournesol) de Nabil Keddiche           | - |
| 19,     | 25 avril 2015     | Français | Les Trois Grâces d'Anouar Attia                                                                                              | Non décerné | Dix-Neuf de Sami Mokaddem                                                         | - |
| 20,     | 30 avril 2016     | Arabe    | مرايا الغياب (Maraya El Ghieb, soit Miroirs de l'absence) de Nabiha Aïssa (ar) et توجان (Toujane) d'Emna Rmili Oueslati (ar) | المصبّ (El Massab, soit Le Dépotoir) de Chedia Kasmi et سيرة المعتوه (Sairatou El Maatouh, soit Biographie d'un simplet) de Mouldi Dhaou              | كتارسيس (Katariss) de Hanene Jenane                                               | - |
| 20,     | 30 avril 2016     | Français | Le Corps de ma mère de Fawzia Zouari et Ya Khil Salem de Fawzi Mellah                                                        | Les Rêves perdus de Leyla de Mohamed Harmel | Le Jasmin noir de Wafa Ghorbel                                                    | - |
| 21,     | 22 avril 2017     | Arabe    | جهاد ناعم (Jihaad Naeem, soit Soft Jihad) de Mohamed Aissa Meddeb                                                            | سفر القلب (Safar El Qualb, soit Voyage du cœur) d'Amina Zrig                                                                                         | حمدان والزمان (Hamden Wazzaman) de Habib Ben Mehrez                               | - |
| 21,     | 22 avril 2017     | Français | Passe l'intrus de Béchir Garbouj et L'Amas ardent de Yamen Manaï                                                             | Le Chant des ruelles obscures d'Ahmed Mahfoudh et Il pleut des avions de Gilbert Naccache                                                            | Rupture(s) de Jamila Ben Mustapha                                                 | Prix spécial de l'IFT : C'était hier à Tunis : Mardochée se souvient… de Paul Zeitoun |
| 22,     | 28 avril 2018     | Arabe    | ابنة الجحيم (soit La Fille de l'enfer) de Khairia Boubtan (ar)                                                               | منزل بورڨيبة (Menzel Bourguiba) d'Ines Abassi | !...ليت شهدا (soit Si seulement Chahda...!) de Safia Gam Ben Abdeljellil          | - |
| 22,     | 28 avril 2018     | Français | Les Lendemains d'hier d'Ali Bécheur                                                                                          | La Marmite d'Ayoub de Med Ridha Ben Hamouda | Non décerné                                                                       | - |
| 23,     | 27 avril 2019     | Arabe    | للاّ السيدة (Lella Sayda) de Tarek Chibani (ar)                                                                               | سكاكين عمياء (Sakakine Aamya) d'Abdelkader Alimi | مأزق تشايكوفسكي (Maazak Tchaïkovski) de Chawki Barnoussi                          | - |
| 23,     | 27 avril 2019     | Français | Jugurtha : un contre-portrait de Rafik Darragi et La Princesse de Bizerte de Mohamed Bouamoud                                | Non décerné | L'Amant de la mer d'Alyssa Belghith                                               | - |
| 24,     | 22 septembre 2020 | Arabe    | ال نسبح في النهر م ّرتين (soit On ne nage pas au fleuve deux fois) de Hassouna Mosbahi (ar)                                   | نازلة دار األكابر (soit L'Affaire Dar El Akaber) d'Amira Ghenim                                                                                      | اإلسفنجة (soit L'Éponge) de Lazhar Zannad                                         | - |
| 24,     | 22 septembre 2020 | Français | Merminus infinitif de Samir Makhlouf                                                                                         | Le Secret des Barcides de Sami Mokaddem | L'Avant-centre de l'Étoile de Hakim Bécheur                                       | - |
| 25      | 4 septembre 2021  | Arabe    | قيامة الح ّشاشين (Kiamat Hachachine) de Hédi Timoumi                                                                          | تانيتا (Tanita) d'Abdelkader Ltifi | كوابيس الجّنة (Kawabis Al Jannah) de Fouad Khalifa Chabir                          | - |
| 25      | 4 septembre 2021  | Français | Le Chat et le scalpel de Soufiane Ben Farhat                                                                                 | Adieu maman ! Redites-moi la vie de Tahar Ben Meftah                                                                                                 | Cassure obligée de Walid Hamdi                                                    | - |
| 26      | 21 mai 2022       | Arabe    | االسوياء (Al Asswya) de Mohamed Fattoumi et الكونبطا (La Cobanta) d'Abdejelil Dayekhi                                        | مك ّعب روبيك (Moukaab Robik) de Salma Yangui | كرنفال القرود الثلاثة (soit Le Carnaval des trois singes) de Walid Ferchichi (ar) | - |
| 26      | 21 mai 2022       | Français | En Pays assoiffé d'Emna Belhadj Yahia                                                                                        | Nasrimé, d'Istanbul à Tunis de Mélika Golcem Ben Redjeb                                                                                              | La Battante de Lamine Kallel                                                      | - |
| 27      | 6 mai 2023        | Arabe    | جبل الجلود (soit Djebel Jelloud) de Taoufik Aloui                                                                            | اليوم جمعة و غداً خميس (soit Aujourd'hui c'est vendredi et demain c'est jeudi) de Sofiene Rajab                                                       | زمن الهذيان (soit L'Ère du délire) de Rafika Bhouri                               | - |
| 27      | 6 mai 2023        | Français | Siqal, l'antre de l'ogresse de Mohamed Harmel                                                                                | Le Sacre des imbéciles de Fadhila Laouani | Je jalouse la brise du sud sur ton visage de Meryem Sellami                       | - |
| 28      | 4 mai 2024        | Arabe    | دفاتر الجيلاني ولد حمد (soit Les Carnets de Jilani Ould Ahmed) de Sahbi Karaani                                              | هدرة ظلالي اللتى تعرج (Hadra) de Kalthoum Ayachi | عرش المجانين (soit Le Trône des déments) de Chaker Nacef                          | - |
| 28      | 4 mai 2024        | Français | Malentendues d'Azza Filali                                                                                                   | Fleurir de Wafa Ghorbel | Pour qu'il fasse plus beau de Atef Gadhoumi                                       | - |

## Jurys
Les prix sont attribués par deux jurys, un par langue, composés chacun de cinq membres, des universitaires et journalistes notamment.
| Session | Date              | Langue   | Membres |
| ------- | ----------------- | -------- | --- |
| 1       | 23 avril 1997     | Français | Nafila Dhahab, Alya Hamza, Rachida Triki, Hatem Bourial (ar), Kamel Ben Ouanès, Mansour M'henni                        |
| 2       | 23 avril 1998     | Arabe    | Fatma Lakhdhar, Nafila Dhahab, Mohamed El Kadhi, Mohamed Ben Rejeb, Jean Fontaine                                      |
| 2       | 23 avril 1998     | Français | Rachida Triki, Alya Hamza, Kamel Ben Ouanès, Hatem Bourial (ar), Mansour M'henni                                       |
| 3       | 23 avril 1999     | Arabe    | Fatma Lakhdhar, Mohamed Ben Rejeb, Mohamed El Kadhi, Ezzedine Madani                                                   |
| 3       | 23 avril 1999     | Français | Rachida Triki, Alya Hamza, Kamel Ben Ouanès, Hatem Bourial (ar), Moncef Khémiri, Mansour M'henni                       |
| 4       | 24 mai 2000       | Arabe    | Aroussia Nalouti, Samir Ayadi, Mohamed Ben Rejeb, Mohamed El Kadhi, Faouzi Zmerli (ar)                                 |
| 4       | 24 mai 2000       | Français | Afifa Marzouki, Hamdi Hemaidi, Moncef Khémiri, Habib Salha, Ridha Kéfi                                                 |
| 5       | 23 avril 2001     | Arabe    | Aroussia Nalouti, Mohamed Tarchouna, Faouzi Zmerli (ar), Fradj Chouchane, Mohamed Ben Rejeb, Samir Ayadi               |
| 5       | 23 avril 2001     | Français | Afifa Marzouki, Ridha Kéfi, Habib Salha, Hamdi Hemaidi, Moncef Khémiri                                                 |
| 6       | 23 avril 2002     | Arabe    | Olfa Youssef, Adam Fathi (ar), Mohamed Tarchouna, Fradj Chouchane, Mansour Guissouma, Mohamed Ben Rejeb (coordinateur) |
| 6       | 23 avril 2002     | Français | Zohra Abid, Emna Belhadj Yahia, Habib Salha, Hamadi Abassi, Béchir Garbouj, Ridha Kéfi (coordinateur)                  |
| 7       | 22 avril 2003     | Arabe    | Olfa Youssef, Zohra Jlassi, Samir Ayadi, Adam Fathi (ar), Mansour Guissouma, Mohamed Ben Rejeb (coordinateur)          |
| 7       | 22 avril 2003     | Français | Zohra Abid, Emna Belhadj Yahia, Rabâa Ben Achour-Abdelkéfi, Anour Attia, Béchir Garbouj, Ridha Kéfi (coordinateur)     |
| 8       | 23 avril 2004     | Arabe    | Zohra Jlassi, Faouzia Saffar, Mohamed Tarchouna, Faouzi Zmerli (ar), Mohamed Ben Rejeb                                 |
| 8       | 23 avril 2004     | Français | Rabâa Ben Achour-Abdelkéfi, Hamadi Abassi, Anour Attia, Béchir Garbouj, Ridha Kéfi                                     |
| 9       | 23 avril 2005     | Arabe    | Faouzia Saffar, Messaouda Boubaker (ar), Faouzi Zmerli (ar), Mohamed Ben Rejeb, Mohamed Tarchouna                      |
| 9       | 23 avril 2005     | Français | Hajer Djilani, Alya Hamza, Hechmi Ghachem, Béchir Garbouj, Ridha Kéfi                                                  |
| 10      | 22 avril 2006     | Arabe    | Olfa Youssef, Messaouda Boubaker (ar), Mohamed El Kadhi, Mohamed Ben Rejeb, Dhafer Néji                                |
| 10      | 22 avril 2006     | Français | Kmar Bendana, Alia Mabrouk, Anour Attia, Béchir Garbouj, Ridha Kéfi, Mohamed Khelifi                                   |
| 11      | 20 avril 2007     | Arabe    | Olfa Youssef, Najet Adouani (de), Mohamed El Kadhi, Mohamed Ben Rejeb, Dhafer Néji                                     |
| 11      | 20 avril 2007     | Français | Kmar Bendana, Alia Mabrouk, Anour Attia, Béchir Garbouj, Ridha Kéfi, Mohamed Khelifi                                   |
| 12      | 26 avril 2008     | Arabe    | Olfa Youssef, Najet Adouani (de), Mohamed Tarchouna, Mohamed Ben Rejeb, Faouzi Zmerli (ar)                             |
| 12      | 26 avril 2008     | Français | Rabâa Ben Achour-Abdelkéfi, Cécile Robert, Anour Attia, Béchir Garbouj, Ridha Kéfi, Kamel Ben Ouanès                   |
| 13      | 25 avril 2009     | Arabe    | Zahia Jouirou, Mohamed Ben Rejeb, Slaheddine Boujah (ar), Hafedh Mahfoudh (ar), Radhouane El Kouni                     |
| 13      | 25 avril 2009     | Français | Mounira Chapoutot, Rabâa Ben Achour-Abdelkéfi, Ahmed Mahfoudh, Kamel Ben Ouanès, Ridha Kéfi                            |
| 14      | 24 avril 2010     | Arabe    | Zahia Jouirou, Mohamed Ben Rejeb, Slaheddine Boujah (ar), Hafedh Mahfoudh (ar), Faouzi Zmerli (ar)                     |
| 14      | 24 avril 2010     | Français | Mounira Chapoutot, Olfa Youssef, Béchir Garbouj, Ahmed Mammou, Ridha Kéfi                                              |
| 15      | 23 avril 2011     | Arabe    | Messaouda Boubaker (ar), Olfa Youssef, Jalila Tritter, Faouzi Zmerli (ar), Mohamed Ben Rejeb                           |
| 15      | 23 avril 2011     | Français | Hélé Béji, Hela Ouardi, Anour Attia, Samir Marzouki, Béchir Garbouj                                                    |
| 16      | 21 avril 2012     | Arabe    | Messaouda Boubaker (ar), Olfa Youssef, Jalila Tritter, Faouzi Zmerli (ar), Mohamed Ben Rejeb                           |
| 16      | 21 avril 2012     | Français | Hélé Béji, Hela Ouardi, Anour Attia, Samir Marzouki, Béchir Garbouj                                                    |
| 17      | 20 avril 2013     | Arabe    | Jalila Tritter, Fatma Lakhdhar, Mohamed Aït Mihoub (ar), Houcine El Oued (ar), Hafedh Mahfoudh (ar)                    |
| 17      | 20 avril 2013     | Français | Myriam Belkadhi (ar), Ahlem Ghayeza, Nabil Radhouani, Samir Marzouki, Béchir Garbouj                                   |
| 18      | 20 avril 2014     | Arabe    | Hayet Saïeb, Saloua Saâdaoui, Kamel Gaha, Abdeljabbar El Euch (ar), Chokri Mabkhout                                    |
| 18      | 20 avril 2014     | Français | Myriam Belkadhi (ar), Ahlem Ghayeza, Nabil Radhouani, Samir Marzouki, Béchir Garbouj                                   |
| 19      | 25 avril 2015     | Arabe    | Moncef Ouhaïbi, Hayet Saïeb, Olfa Youssef, Adel Khedher, Sihem Debbabi Missaoui                                        |
| 19      | 25 avril 2015     | Français | Mohamed Mahjoub (ar), Kamel Gaha, Myriam Belkadhi (ar), Kamel Ben Ouanès, Jamila Ben Mustapha                          |
| 20      | 30 avril 2016     | Arabe    | Adel Khedher, Hayet Saïeb, Olfa Youssef, Om Ezzine Ben Chikha, Chokri Mabkhout                                         |
| 20      | 30 avril 2016     | Français | Mohamed Mahjoub (ar), Anour Attia, Ahlem Ghayeza, Emna Louzyr, Samir Marzouki                                          |
| 21      | 22 avril 2017     | Arabe    | Messaouda Boubaker (ar), Neziha Khlifi, Ridha Kéfi (coordinateur), Mohamed Mahjoub (ar), Moncef Ouhaïbi                |
| 21      | 22 avril 2017     | Français | Myriam Belkadhi (ar), Ahlem Ghayeza, Emna Louzyr, Anour Attia, Samir Marzouki (coordinateur)                           |
| 22      | 28 avril 2018     | Arabe    | Messaouda Boubaker (ar), Ridha Kéfi, Neziha Khlifi, Moncef Ouhaïbi, Mohamed Mahjoub (ar)                               |
| 22      | 28 avril 2018     | Français | Myriam Belkadhi (ar), Ahlem Ghayeza, Kamel Ben Ouanès, Anour Attia, Samir Marzouki                                     |
| 23      | 27 avril 2019     | Arabe    | Messaouda Boubaker (ar), Neziha Khlifi, Monia Abidi, Abdelwahed Brahem (ar), Hédi Thabet (ar)                          |
| 23      | 27 avril 2019     | Français | Ridha Kéfi, Myriam Belkadhi (ar), Mounira Chapoutot, Kamel Ben Ouanès, Chaabane Harbaoui                               |
| 24      | 22 septembre 2020 | Arabe    | Messaouda Boubaker (ar), Neziha Khlifi, Monia Abidi, Abdelwahed Brahem (ar), Mohamed El Kadhi                          |
| 24      | 22 septembre 2020 | Français | Ridha Kéfi, Kamel Ben Ouanès, Rabâa Ben Achour-Abdelkéfi, Mounira Chapoutot, Chaabane Harbaoui                         |
| 25      | 4 septembre 2021  | Arabe    | Messaouda Boubaker (ar), Neziha Khlifi, Fathi Nasri (ar), Mohamed Aissa Meddeb, Mohamed El Kadhi                       |
| 25      | 4 septembre 2021  | Français | Rabâa Ben Achour-Abdelkéfi, Sonia Zlitni-Fitouri, Ridha Kéfi, Kamel Ben Ouanès, Mokhtar Sahnoun                        |
| 26      | 21 mai 2022       | Arabe    | Mohamed El Kadhi, Neziha Khlifi, Hafidha Kara Biben (ar), Mohamed Aissa Meddeb, Fathi Nasri (ar)                       |
| 26      | 21 mai 2022       | Français | Ridha Kéfi, Mokhtar Sahnoun, Sonia Zlitni-Fitouri, Monia Kallel, Raouf Seddik                                          |
| 27      | 6 mai 2023        | Arabe    | Mohamed El Kadhi, Neziha Khlifi, Hafidha Kara Biben (ar), Mohamed Aissa Meddeb, Fathi Nasri (ar)                       |
| 27      | 6 mai 2023        | Français | Ridha Kéfi, Mokhtar Sahnoun, Sonia Zlitni-Fitouri, Monia Kallel, Kamel Ben Ouanès                                      |
| 28      | 4 mai 2024        | Arabe    | Mohamed El Kadhi, Neziha Khlifi, Hafidha Kara Biben (ar), Ahmed Guesmi, Hafedh Mahfoudh (ar)                           |
| 28      | 4 mai 2024        | Français | Ridha Kéfi, Mokhtar Sahnoun, Kamel Ben Ouanès, Monia Kalel, Mohamed Harmel                                             |